# فلازاسلفورون
فلازاسلفورون هو مركب عضوي يستخدم مبيدا للأعشاب. كما يصنف على أنه سلفونيليوريا لأنه يحتوي على تلك المجموعة الوظيفية. يوجد على شكل صلب أبيض يذوب في الماء.